# Сафія бінт Хуяй
Сафія бінт Хуяй († 670) (араб. صفية بنت حيي) — одна з дружин пророка Мухаммеда, мати правовірних. Була донькою вождя юдейського племені Надір, що проживало у Медині.

## Життєпис
Батьком Сафії був Хуяй ібн Ахтаб (вождь юдейського племені Надір). Він вороже ставився до мусульман і після битви при Ухуді намагався укласти проти них союз з язичниками та мунафіками. Надірити планували замах на Мухаммеда. Тому у 625 р. між надіритами і мусульманами відбувся конфлікт, що закінчився перемогою мусульман. Тоді надірити оголосили про свій намір покинути Медину. Мухаммед дав їм змогу виїхати з міста разом зі своїм майном. Більшість юдеїв-нідаритів на чолі з Хуяєм ібн Ахтабом виїхала до Хайбару, що став одним з головних юдейських центрів, що протистояв мусульманам. Звідти юдеї намагалися напасти на Медину, уклавши союз з племенем Гатафан. Тим часом Мухамед, уклавши мирну угоду з курайшитами, отримав можливість ліквідувати це постійне джерело загрози.
Армія мусульман, що виступила у похід на Хайбар, зуміла захопити всі юдейські фортеці. У ході військових дій загинули батько, брат та чоловік Сафії. Сама вона потрапила у полон до мусульман і була передана Мухаммеду. Він звільнив її, одначе Сафія вирішила залишитися серед мусульман і оголосила про те, що приймає іслам. Після цього Мухаммед одружився з нею. Можливо, однією з причин цього шлюбу було намагання Мухаммеда поширити свій авторитет серед юдеїв та сприяти їх наверненню до ісламу.
За мусульманським переданням Сафія була відданою Мухаммеду жінкою, вела побожний спосіб життя. В її передачі відомо чимало хадисів. Померла Сафія бінт Хуяй у Медині.